# Ріббесбюттель
Ріббесбюттель (нім. Ribbesbüttel) — громада в Німеччині, розташована в землі Нижня Саксонія. Входить до складу району Гіфгорн. Складова частина об'єднання громад Ізенбюттель.
Площа — 24,51 км2. Населення становить 2156 ос. (станом на 31 грудня 2021).

## Галерея

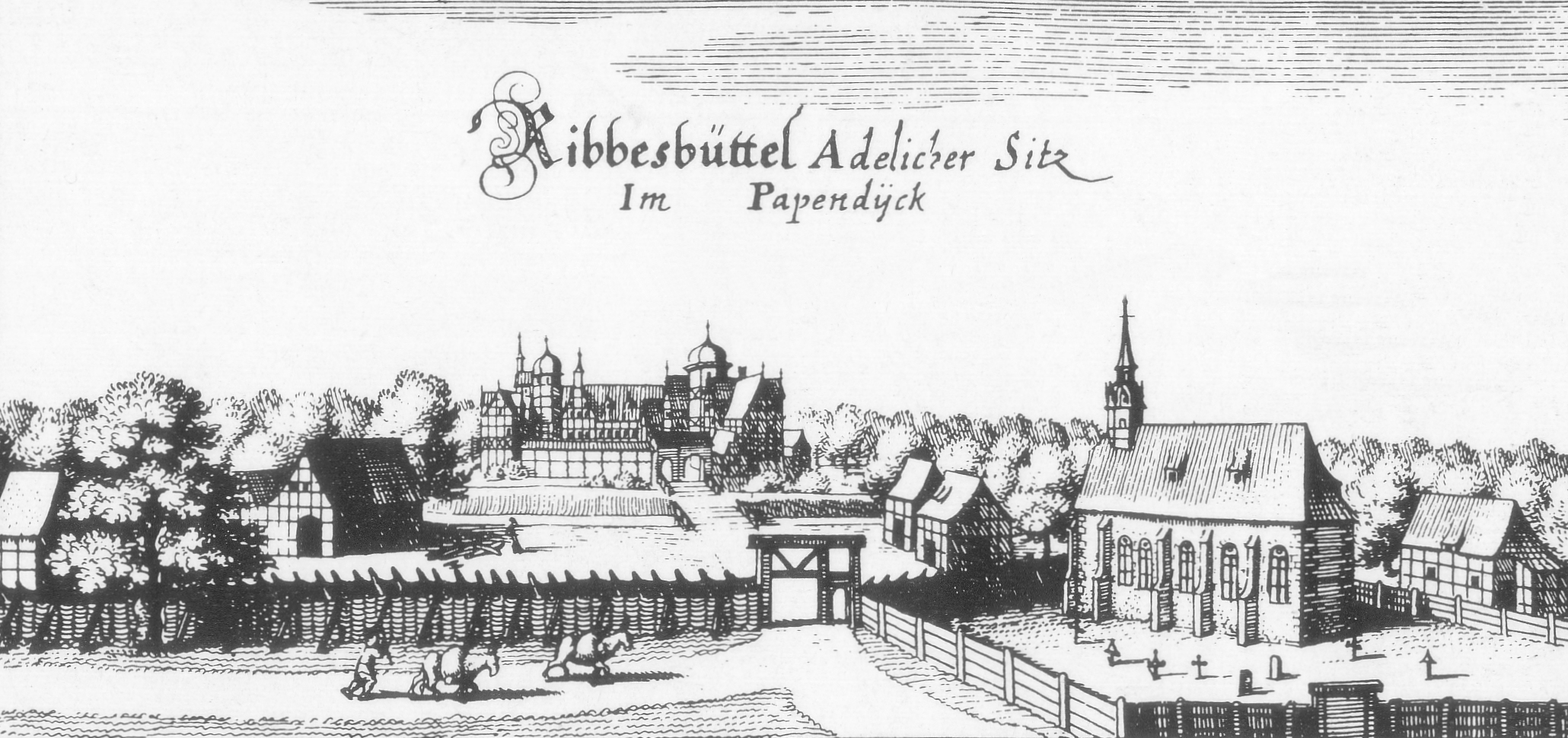
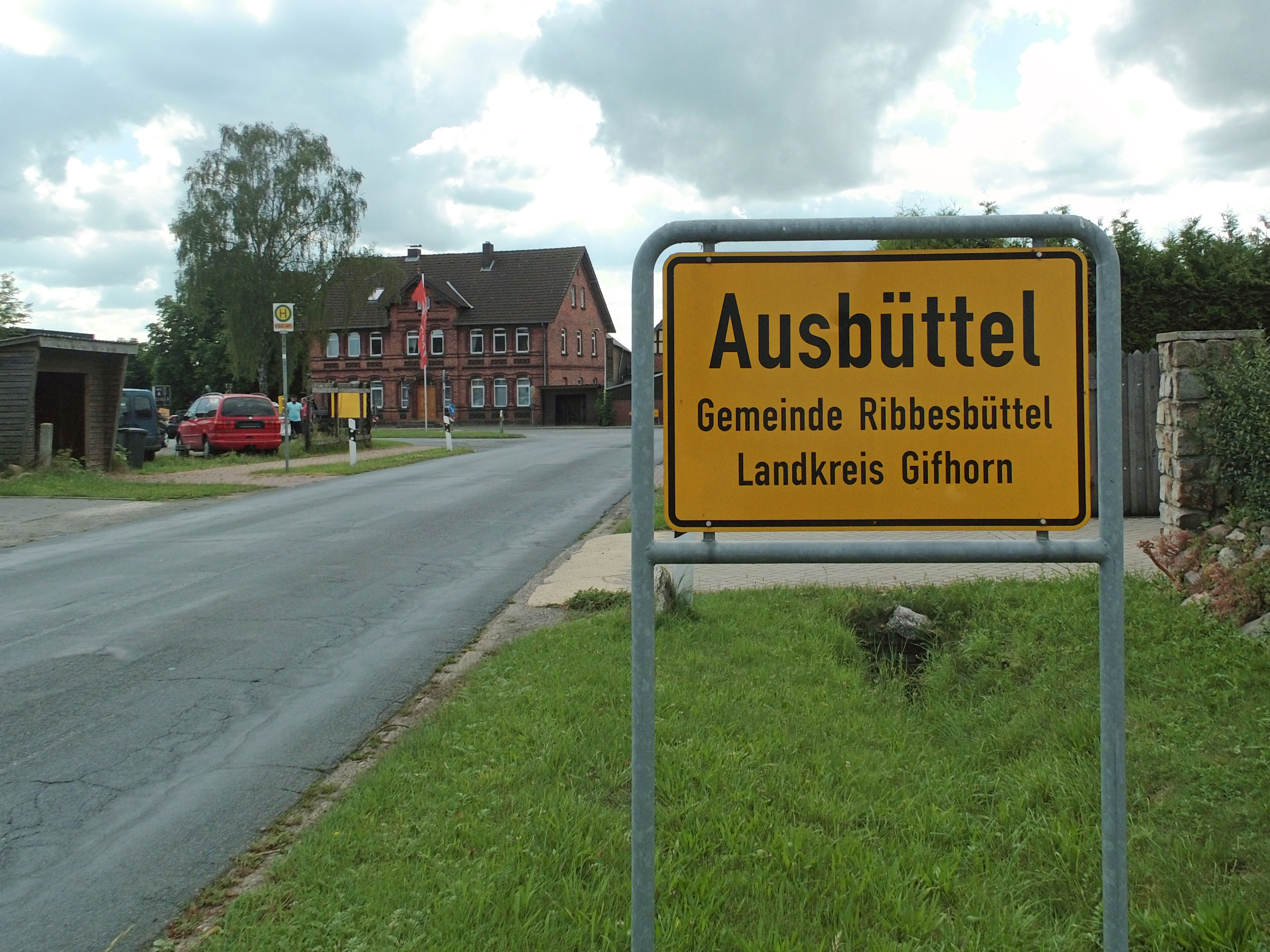